# Malaconothridae
Malaconothridae é uma família de ácaros pertencentes à ordem Sarcoptiformes.
Géneros:
- Elapheremaeus Grandjean, 1943
- Fossonothrus Hammer, 1962
- Malaconothrus Berlese, 1904
- Tyrphonothrus Knülle, 1957
- Zeanothrus Hammer, 1966